# Portræt af en Kunstner (Pool med To Figurer)
Portræt af en Kunstner (Pool med To Figurer) er et stort akrylværk på lærred i pop art-stilen af den britiske kunstner David Hockney, der blev færdiggjort i maj 1972. Værket måler 2,1 gange 3,0 meter, og forstiller to figurer, en svømmende under vandet og en påklædt mandlig figur kiggende ned på svømmeren. I november 2018 blev værket solgt for US$ 90,3 millioner, hvilket gør værket til det dyrest solgte af en nulevende kunstner til dato.